# Clymenura leiopygos
Clymenura leiopygos är en ringmaskart som först beskrevs av Grube 1860.  Clymenura leiopygos ingår i släktet Clymenura och familjen Maldanidae. Inga underarter finns listade i Catalogue of Life.